# 原乡人 (小说)
《原鄉人》是一篇台湾客家人作家鍾理和於1959年创作的短篇小说。與其1945年早期旅居中國北平時期的《夾竹桃》中對中國理想的破滅，及返回台湾後1946年的散文《白薯的悲哀》中台灣意識的窘迫相對照，此在鍾理和於逝世前一年所創作的作品展現出作者少年时期對原鄉的憧憬與想像，係依他日治時期的童年經驗，對民族意識的發展過程，在閱讀三民主義及五四運動作品影響下，所憧憬的「祖國」作品。

## 寫作背景
这部短篇小说以第一人稱“我”來敘述，如何决定前往中国的心路历程。小说中的主人翁“我”即是青少年时代的鍾理和自己。小说中的其他人物则是其當時周围的老师、同事和几个亲人。书名“原乡人”字面上就是“（来自）故乡的人”，在书中作者给出的“原乡”的定义最早是美濃鎮絕大多數客家人的祖籍廣東省梅縣，以及因為面對日本殖民的反抗心理而產生尋求的文化和理想上的“中国”。
書中不斷從小說中的其他人物「我」身邊周遭的祖母、父親、老師、同事，他/她們所經驗的中國敘說，來推敲、想像他所謂原鄉的意義，進而必須親身一探究竟。描繪出那個時代，在臺灣經歷不同政權變遷下的認同轉變歷程。
鍾理和1938曾離開臺灣美濃至滿洲國，後1940年攜鍾臺妹私奔；1945年旅居北平市時期出版第一本創作集《夾竹桃》，對中國的悲運與民族性有不同的看法。返回臺灣後1946年的散文〈白薯的悲哀〉抒發臺灣意識的沉痛與苦悶。後鍾理和因染嚴重肺疾，生活陷於貧病交迫窘境中；在妻子鍾平妹堅毅的支持下，仍筆耕不斷至咯血身亡。

## 故事內容
文章以第一人稱自敘的手法鋪陳主角的故事。起始先刻畫福佬人的經商手腕和日本人的無上權威，以此作為楔子來切入稍晚才進入主角童年世界的「原鄉人」。第二段則描述主角幼年的「原鄉人」老師讓主角開始了對「原鄉人」的探索。第三、四、五、六段敘述主角的父親、哥哥和日本人對「原鄉」各自有不同的描述，而在不同描述的激盪下，主角最終萌發出對「原鄉」的認同。文章通篇以「原鄉人」範疇的逐次擴大和主角對其漸進的了解貫穿全文，而在文末總結主角對「原鄉人」概念最後的詮釋：「我不是愛國主義者，但是原鄉人的血，必須流返原鄉，才會停止沸騰！」。
主角六歲時，他的第一位從原鄉渡海而來的「原鄉人」老師讓主角意識到，相較於福佬人和日本人，這個「原鄉人」和他有著較相似的同質性。而主角的奶奶則是笑著回答主角：「我們原來也是原鄉人；我們是由原鄉搬到這裡來的」。
而主角第二、三位「原鄉人」老師，他們的嗜食狗肉習慣又讓了主角意識到有一些「原鄉人」和他之間卻又有著不一樣。並且以此引出奶奶「我們可不是原鄉人呀！」、「我們都不住在原鄉了。」的回答。
奶奶的回答困惑著主角，但隨著主角生活經驗的累積，主角的「原鄉人」概念開始跟著質變而擴大。寧波、福州、溫州、江西人都進入了主角「原鄉人」的概念，都是「原鄉人」。至此，主角的「原鄉」概念從建立在第一位老師的「祖居地來的人」，擴展到整個中國大陸。「原鄉人」的印象從「和我們都一樣的人」，漫漫延伸到「也有和我們不一樣的人」，再進一步變成「不是很體面」，卻「神奇、聰明、有本事的人」。
隨著主角年事漸長，主角父親告知他：他們的原鄉叫「中國」，原鄉人叫做「中國人」。在進入小學後，主角開始接收了不同來源的「原鄉」描述。在日本老師的敘述下，這個原鄉叫作「支那」，是個「衰老破敗」、「卑鄙骯髒」的地方。而同時主角的父親也影響著主角的原鄉概念。主角的父親最初對「原鄉」有著強烈的關注和情感，一種混雜著「嘲笑、尊敬、嘆息」和「不滿、驕傲、傷感」的情感。在主角的父親回鄉祭祖、經商遇匪後，主角的父親對原鄉灰心了。主角的二哥則是對原鄉有著強烈的傾慕，也影響主角最深。僅管生活在日本的統治之下，也前往日本留學，但在日本和「原鄉」爆發戰爭後，主角的二哥選擇了前往原鄉。而主角在目睹日本人對戰爭勝利的欣喜、一位「唐山人」遭到日本人的懲戒後，加上對二哥的思念、對原鄉的傾慕，主角最後也邁向前往原鄉的路途。

## 改编作品
- 1980年，台湾导演李行导演电影《原鄉人》，根据这篇小说及鍾理和本人的经历改编[3]。主演秦汉、林凤娇。电影不僅涵蓋小說的內容，还包括了鍾理和在滿洲國和中國北平市的经历，以及第二次世界大戰結束之后回到台湾的故事。
- 2007年4月，传出台湾要拍摄《原乡人》电视剧，有可能请苏有朋演鍾理和[4]。

## 影响
- 當時美濃鎮因为鍾理和的『原鄉人』、『笠山農場』等作品而，成为台湾推广客家文化的代表地区，該地並建有「鍾理和紀念館」[5]。
- 1999年，这部小说被列入《亚洲周刊》组织评选出的20世纪中文小说100强。
- 2004年3月14日，中国总理溫家寶在北京人民大會堂新聞發佈會上回应台湾记者的发问“3月20日台灣要舉行大選，還要進行公投，您認為公投對兩岸關係會產生什麼影響？您關注台灣的大選嗎？”时，朗诵了“原鄉人的血，必須流返原鄉，才會停止沸騰！”这一句，以表示对台湾的「关切」[6]。但之後被鍾理和長子鍾鐵民駁斥，強調鍾理和當年因為對「祖國」幻滅，才會回到原本誓不重返的家鄉，外界不應片面解讀甚至斷章取義。[7]
- 2007年6月21日，中國國民黨的中华民国总统候选人馬英九出書《原鄉精神－台灣的典範故事》（天下文化出版），阐述他的本土思想。这本书是受了鍾理和《原鄉人》的影响[8]。

## 附註
1. ↑  張, 良澤. . 遠景. 1983.
2. ↑  林吉洋. . 2016-02-16  [2023-03-09]. （原始内容存档于2023-03-09）.
3. ↑  沈枚姿. .
4. ↑  《原乡人》将拍电视剧 苏有朋有望出演男主角 （页面存档备份，存于）新华网，2007年04月04日
5. ↑  .   [2007-08-07]. （原始内容存档于2012-07-30）.
6. ↑  走近原鄉人——鐘理和 （页面存档备份，存于）新华网，2004-03-25，来自中国青年报
7. ↑  .   [2014-06-21]. （原始内容存档于2018-11-29）.
8. ↑  馬英九：父親葬於此，我是台灣人！ （页面存档备份，存于）中國評論，2007-06-21